# Петленко Володимир Станіславович
Володи́мир Станісла́вович Петле́нко — старший солдат Збройних сил України, учасник російсько-української війни, що загинув у ході російського вторгнення в Україну в 2022 році.

## Життєпис
Володимир Петленко народився в селі Куцівське Новгородківської громади на Новомиргородщині. Брав участь в АТО на сході України. З вересня 2021 року навчався на факультеті автоматики та енергетики Центральноукраїнського національного технічного університету. Загинув унаслідок артилерійського обстрілу 25 березня 2022 року. Похований 28 березня 2022 року.

## Нагороди
- медаль Захиснику Вітчизни (2022, посмертно) — за особисту мужність і самовіддані дії, виявлені у захисті державного суверенітету та територіальної цілісності України, вірність військовій присязі[3].